# 雲谷町
雲谷町（うのやちょう）は、愛知県豊橋市の地名。

## 地理
豊橋市東部に位置する。東は静岡県湖西市、西は大脇町、南は中原町、北は岩崎町・多米町に接する。

### 字一覧
- 上ノ山（うえのやま）[WEB 5]
- 川通（かわどおり）[WEB 5]
- 下ヶ谷（しもがや）[WEB 5]
- 新外ノ谷（しんそとのや）[WEB 5]
- 新ドウノマエ（しんどうのまえ）[WEB 5]
- 新ノナカ（しんのなか）[WEB 5]
- 新丸山ワキ（しんまるやまわき）[WEB 5]
- 外ノ谷（そとのや）[WEB 5]
- 堂ノ前（どうのまえ）[WEB 5]
- ナベ山（なべやま）[WEB 5]
- ナベ山下（なべやました）[WEB 5]
- ノナカ（のなか）[WEB 5]
- ハシヅメ（はしづめ）[WEB 5]
- 八尻（はちじり）[WEB 5]
- 山ミチ（やまみち）[WEB 5]

### 学区
- 公立高等学校 - 三河学区
- 公立中学校 - 豊橋市立二川中学校[WEB 6]
- 公立小学校 - 豊橋市立二川小学校・豊橋市立谷川小学校[WEB 6]

## 歴史

### 人口の変遷
国勢調査による人口および世帯数の推移。
| 1995年（平成7年）  | 494世帯 1534人 |  |
| 2000年（平成12年） | 553世帯 1679人 |  |
| 2005年（平成17年） | 627世帯 1743人 |  |
| 2010年（平成22年） | 680世帯 1758人 |  |
| 2015年（平成27年） | 620世帯 1587人 |  |

### 沿革
- 南北朝時代から戦国時代に、三河国渥美郡に「雲谷郷」の名称が記録として残されている[2]。
- 江戸時代 - 三河国渥美郡雲谷村として所在[2]。「鵜之谷村」・「雲野谷村」・「雨野谷村」との表記もみられるという[2]。当初は三河吉田藩領[2]。
- 天保3年 - 幕府領となる[2]。
- 天保9年 - 吉田藩領となる[2]。
- 1878年（明治11年） - 谷川村に編入される[2]。
- 1955年（昭和30年） - 豊橋市二川町谷川の一部により、同市雲谷町が成立[2]。

## 交通
- 二川バイパス（愛知県道・静岡県道3号豊橋湖西線）[1]

## 施設
- 雲谷町公民館[1]
- 高野山真言宗普門寺[1]
- 鹿嶋神社[1]
- 船形山城址[1]

### WEB
1. ↑  “愛知県豊橋市の町丁・字一覧”.   人口統計ラボ. 2023年4月13日閲覧。
2. ↑  総務省統計局 (2017年1月27日). “平成27年国勢調査の調査結果(e-Stat) - 男女別人口及び世帯数 －町丁・字等” (CSV). 2021年7月21日閲覧。
3. ↑  “愛知県豊橋市の郵便番号一覧”.   日本郵便. 2023年4月13日閲覧。
4. ↑  “市外局番の一覧” (PDF).   総務省 (2022年3月1日). 2022年3月22日閲覧。
5. 1 2 3 4 5 6 7 8 9 10 11 12 13 14 15  “愛知県豊橋市 住所一覧から地図を検索”.   ONE COMPATH. 2023年8月17日閲覧。
6. 1 2  豊橋市教育委員会学校教育課学事グループ (2021年3月1日). “豊橋市小・中学校通学区域早見表” (PDF).   豊橋市. 2024年11月15日閲覧。
7. ↑  総務省統計局 (2014年3月28日). “平成7年国勢調査の調査結果(e-Stat) - 男女別人口及び世帯数 －町丁・字等” (CSV). 2021年7月20日閲覧。
8. ↑  総務省統計局 (2014年5月30日). “平成12年国勢調査の調査結果(e-Stat) - 男女別人口及び世帯数 －町丁・字等” (CSV). 2021年7月20日閲覧。
9. ↑  総務省統計局 (2014年6月27日). “平成17年国勢調査の調査結果(e-Stat) - 男女別人口及び世帯数 －町丁・字等” (CSV). 2021年7月21日閲覧。
10. ↑  総務省統計局 (2012年1月20日). “平成22年国勢調査の調査結果(e-Stat) - 男女別人口及び世帯数 －町丁・字等” (CSV). 2021年7月21日閲覧。
11. ↑  総務省統計局 (2017年1月27日). “平成27年国勢調査の調査結果(e-Stat) - 男女別人口及び世帯数 －町丁・字等” (CSV). 2021年7月21日閲覧。

### 書籍
1. 1 2 3 4 5 6 7  「角川日本地名大辞典」編纂委員会 1989, p. 1784.
2. 1 2 3 4 5 6 7 8  「角川日本地名大辞典」編纂委員会 1989, p. 230.